# أبو بردة بن نيار
أبو بردة بن نيار البلوي صحابي من قبيلة بلي كان حليفاً لبني حارثة من الانصار ، شهد العقبة الثانية وبايع النبي بها، وشهد غزوة بدر، وغزوة أحد وما بعدها من المشاهد، وبقي إلى خلافة معاوية بن أبي سفيان، وهو من رواة الحديث النبوي، وحديثه في الكتب الستة، وكان أحد الرماة الموصوفين، توفي سنة اثنتين وأربعين.

## نسبه
هو هانئ بن نيَار بن عمرو بن عبيد بن كلاب بن دهمان بن غَنْمَ بن ذبيان بن هشيم بن كاهل بن ذهل بن بليّ بن عمرو بن الحاف بن قضاعة، وقيل اسمه عَبْدُ الرَّحْمنِ بن نِيَار الأَسلمي، وقيل: بل اسمه الحارث بن عمرو، كنيته أبو بُرْدة، هو خال البراء بن عازب.

## سيرته
كان أبو بردة عقبيًّا بَدْرِيًّا. شهد العقَبَة الثانية مع السبّعين، وشهد بَدْرًا وأحُدًا وسائرَ المشاهد، وكانت معه رايةُ بني حارثة في غَزْوَةِ الفتح. وذكر الواقدي أنه لم يكن مع المسلمين في غزوة أحد من الخيل إلّا فَرَسان: فرس للنبي، وفرس لأبي بُرْدة بن نيار الحارثي.
توفي في أول خلافة معاوية بن أبي سفيان بعد أن شهد مع علي بن أبي طالب حروبه كلها، ثم قيل: إنه مات سنة 41 هـ، وقيل 42 هـ، وقيل 45 هـ.

## روايته للحديث
روى أبو بردة الحديث النبوي عن النبي محمد، وحديثه في الكتب الستة، حدث عنه: ابن أخته البراء بن عازب وبشير بن يسار وجابر بن عبد الله بن عمرو بن حرام وابنه عبد الرحمن بن جابر وكعب بن عمير بن عقبة بن نيار ونصر بن يسار.